# Lucius Salvius Otho Cocceianus
Lucius Salvius Otho Cocceianus (né vers 55 à Ferentium, † entre 83 et 96 à Rome) était un sénateur romain, neveu paternel de l'empereur Othon et neveu maternel de l'Empereur Nerva.

## Biographie
Cocceianus venait de Ferentium et était un fils que Lucius Salvius Otho Titianus, consul éponyme des années 52 et 69, avait eu avec Cocceia, la sœur de l'empereur Nerva. Il est âgé d'environ 14 ans lorsque ont lieu les combats de l'année de quatre empereurs en 69, où son oncle paternel Othon vaincu par Vitellius s'est suicidé. Othon convoqua Cocceianus le jour précédant son suicide, lui assurant que le vainqueur l'épargnerait, car Othon n'avait rien fait à la famille de Vitellius. A cette occasion, Othon devait également révéler à son neveu paternel qu'il avait eu l'intention de l'adopter plus tard, après la victoire, et de le désigner César pour co-gouverner; il s'était abstenu de le faire, afin de ne pas le mettre en danger en cas de défaite. De fait, Vitellius a épargné le frère et le neveu de son prédécesseur.
Il fut consul en 82, sous Domitien, qui le fait exécuter un peu plus tard, pour avoir célébré l'anniversaire de son oncle paternel.